# Calochilus pulchellus
Calochilus pulchellus är en orkidéart som beskrevs av David Lloyd Jones. Calochilus pulchellus ingår i släktet Calochilus och familjen orkidéer.
Artens utbredningsområde är New South Wales. Inga underarter finns listade i Catalogue of Life.